# Hollandskopf
Der Hollandskopf ist ein 307 m ü. NN hoher Berg im Teutoburger Wald im Kreis Gütersloh, Nordrhein-Westfalen (Deutschland).
Unweit der Grenze zu Niedersachsen befindet er sich im Mittelteil des Gebirges zwischen Dissen und Borgholzhausen. 
Weser-Ems-Wasserscheide:
Der Hollandskopf stellt den nordwestlichsten Punkt der Weser-Ems-Wasserscheide dar. Alle Fließgewässer, die im Teutoburger Wald weiter nordwestlich dieses Berges entspringen, münden früher oder später – zum Beispiel über die Hase – in die Ems, auch diejenigen, die von ihm aus gesehen südlich des mittleren Teutoburger Bergkamms entspringen. Die Bäche und Flüsse, die auf der Nordseite dieses Bergkamms entspringen, fließen über die Else in die Weser.